# Đông Berlin
Đông Berlin là tên của phần phía đông thành phố Berlin từ năm 1945 đến 1990. Đây là khu vực do quân đội Xô viết quản lý từ năm 1945, các khu vực do Anh, Pháp và Hoa Kỳ quản lý hình thành phần Tây Berlin và thực chất là một phần lãnh thổ của Tây Đức. Đông Berlin là thủ đô của Cộng hòa Dân chủ Đức (CHDC Đức - một cựu quốc gia đã sáp nhập vào Tây Đức) từ 1949 đến 1990. Berlin bị hoàn toàn chia cắt về mặt địa lý bằng bức tường Berlin từ ngày 13 tháng 8 năm 1961 đến ngày 9 tháng 11 năm 1989. Chính phủ CHDC Đức chỉ đơn giản gọi phần Đông Berlin là Berlin hoặc "thủ đô Berlin của Cộng hòa Dân chủ Đức" ("Berlin, Hauptstadt der DDR").
Các cường quốc phương Tây là Anh, Pháp và Hoa Kỳ chưa từng thừa nhận quyền quản lý của chính phủ Đông Đức đối với phần Đông Berlin. Theo văn bản chính thức của Hiệp định Potsdam thì Đông Berlin nằm dưới sự quản lý của Liên Xô. Trên thực tế, chỉ huy quân sự các cường quốc phương Tây phản đối sự hiện diện của quân đội CHDC Đức ở Đông Berlin, đặc biệt là những dịp duyệt binh. Dầu vậy, cuối cùng thì họ vẫn phải đặt các sứ quán ở Đông Berlin trong thập kỷ 1970 cho dù không thừa nhận nó là thủ đô của Đông Đức. Trong các hiệp định liên quan đến Đông Đức, họ sử dụng từ "nơi đặt chính phủ" để chỉ Đông Berlin.
Ngày 3 tháng 10 năm 1990, Tây Đức và Đông Đức hợp nhất, Đông Berlin chính thức sáp nhập với phần Tây Berlin, trở thành thủ đô của nước Đức thống nhất.

## Đông Berlin ngày nay

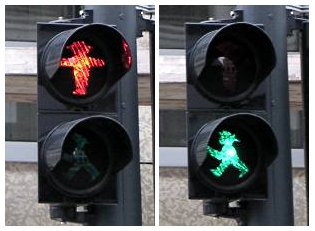
Đèn báo người đi bộ vẫn tồn tại từ thời Đông Đức cũ

Kể từ khi thống nhất, chính phủ Đức đã đầu tư khá lớn để nối liền hai nửa thành phố và đưa dịch vụ và cơ sở hạ tầng của Đông Berlin về mức tiêu chuẩn ở phần Tây. Tuy vậy, vẫn còn những khác biệt hiển nhiên giữa hai phần của thành phố. Đông Berlin có cảnh quan mang phong cách khác với phần Tây, một phần do còn nhiều đường phố vẫn giữ dáng vẻ từ trước thế chiến thứ hai, thậm chí một số còn dấu vết của chiến tranh; và một phần bởi phong cách kiến trúc đô thị khác biệt áp dụng ở phần Đông Đức cũ. Giống như các thành phố khác của Đông Đức, một số tên của các danh nhân dưới thời Đông Đức vẫn được giữ lại làm tên cho đường phố, ví dụ Karl-Marx-Allee, Rosa-Luxemburg-Platz và Karl-Liebknecht-Straße. Trên các đường phố Đông Berlin, vẫn có thể trông thấy các đèn giao thông cho người đi bộ mang đèn báo hiệu từ thời Đông Đức cũ.

## Các khu của Đông Berlin
Ở thời điểm thống nhất nước Đức, Đông Berlin gồm các khu

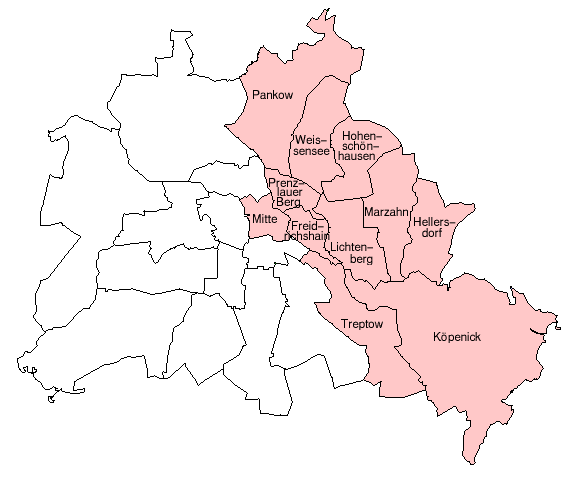
Các khu Đông Berlin

- Friedrichshain
- Hellersdorf (từ 1986)
- Hohenschönhausen (từ 1985)
- Köpenick
- Lichtenberg
- Marzahn (từ 1979)
- Mitte
- Pankow
- Prenzlauer Berg
- Treptow
- Weißensee